# Steinbach an der Steyr
Steinbach an der Steyr è un comune austriaco di 2 038 abitanti nel distretto di Kirchdorf an der Krems, in Alta Austria.